# 霍夫高島

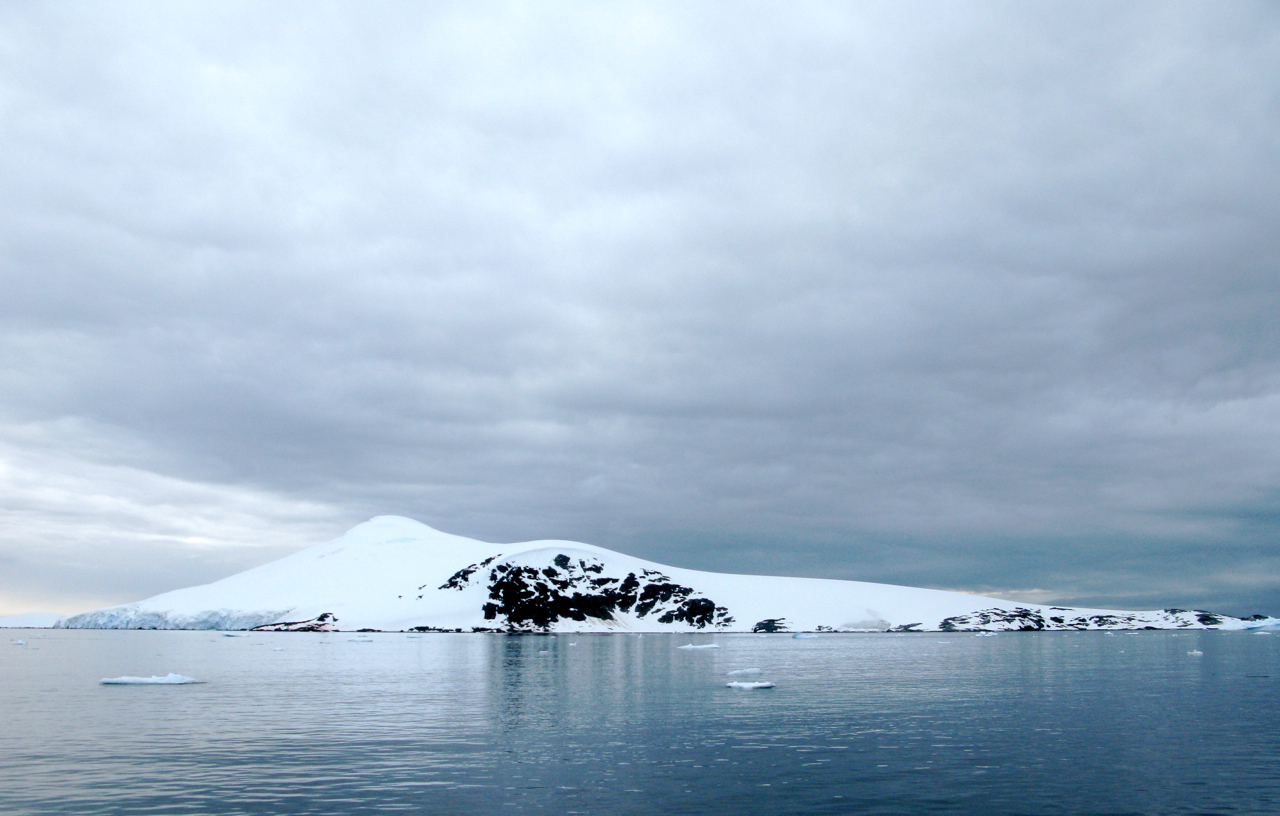

65°8′S 64°8′W / 65.133°S 64.133°W
霍夫高島（英語：Hovgaard-Insel）是南極洲的島嶼，位於布斯島西南2.4公里的南冰洋海域，屬於威廉群島的一部分，長5公里，島上無人居住，該島在1873年至1874年被德國採險家發現。